# Orbeni, Bacău
Orbeni (în maghiară Orbény) este satul de reședință al comunei cu același nume din județul Bacău, Moldova, România.